# Les Franqueses del Vallès
Les Franqueses del Vallès – gmina w Hiszpanii, w prowincji Barcelona, w Katalonii, o powierzchni 29,74 km². W 2011 roku gmina liczyła 19 023 mieszkańców.